# أنطون سعد
أنطون سعد (1910 - 26 يونيو 1977) كان مسؤولاً عسكرياً واستخباراتياً لبنانياً، معروف بفترة عمله كرئيس للمكتب الثاني من 1958 إلى 1971. تزامنت هذه الفترة مع فترة من التغيير والاضطرابات في لبنان. كان له تأثير كبير في تشكيل اتجاه السياسة والعمليات في أجهزة الاستخبارات اللبنانية. طوّر علاقة مهنية وثيقة مع الرئيس فؤاد شهاب، مما ساعد حياته المهنية بشكل كبير. على الرغم من نجاحه، ظلّ مثيراً للجدل، حيث ربطه البعض بزيادة التوترات التي ساهمت في الحرب الأهلية اللبنانية.

## الحياة العسكرية
كان سعد نشطًا في مختلف القطاعات العسكرية خلال خدمته. انضم إلى الجيش اللبناني في عام 1930. شغل منصب قائد الفوج الثاني للقناصة من 1948 إلى 1950.

## الحياة الشخصية
تزوج من برسيطة ميكائيل سعد (من مواليد 1926). أنجبوا معًا ستة أطفال: بسام، اللواء المتقاعد؛ حنا، مهندس أعمال؛ سمير، الذي توفي في سن مبكرة بسبب سوء الممارسة الطبية؛ إلياس، مهندس مدني؛ نوها، طبيبة الغدد الصماء؛ ريتا، التي توفيت في أوائل العشرينات من عمرها بعد خسارة معركة مع سرطان الدماغ؛ وفؤاد، مهندس صناعي.

## التقاعد
غادر أنطون سعد المكتب الثاني عندما انتهت ولاية الرئيس شهاب وتم تعيينه قائد المنطقة العسكرية لجبل لبنان في 27 أغسطس 1964، متقاعدًا في 1 يوليو 1971. حمل العديد من الأسرار إلى التقاعد، وعندما اندلعت الحرب الأهلية وتفاقم حالته الربوية، أحرق جميع الوثائق السرية. توفي في 26 يونيو 1977 عن عمر يناهز 67 عامًا.